# Schneider Weisse
Schneider Weisse  (нем.) — марка немецкого пшеничного пива, производящаяся баварской пивоварней Schneider Weisse G. Schneider & Sohn GmbH в г. Кельхайм, Германия.

## История
Пшеничное пиво «Шнайдер Вайссе» варят c 1872 года, когда основатель компании Георг Шнайдер приобрел старую мюнхенскую пивоварню Weisses Brauhaus и получил лицензию на производство пива от баварского короля Людвига II. В 1927 году владельцы, которые по сей день являются потомками Георга Шнайдера, расширяют бизнес и создают пивоварни в Кельхайме и Штраубинге. После того, как пивоварня в Мюнхене была разрушена в 1944 году бомбардировкой союзнической авиации, всё производство было перенесено в Кельхайм, где пиво производится по сей день.
Награды: Australian International Beer Awards — золотая медаль (2008), серебряная медаль (2006, 2009, 2010), бронзовая медаль (2011).

## Сорта Schneider Weisse
- TAP1 Helle Weisse — светло-золотистое нефильтрованное с содержанием алкоголя 5,2 %. Варится с 1994 года.
- TAP2 Kristall — светлое соломенно-жёлтое фильтрованное, с содержанием алкоголя 4,9 %. Варится с 1990 года.
- TAP3 Alkoholfrei — светло-золотистое безалкогольное нефильтрованное, с содержанием спирта 0,5 %. Варится с 2002 года.
- TAP4 Festweisse — золотистое нефильтрованное, с содержанием алкоголя 6,2 %. Варится с 1916 года, изначально для фестиваля Октоберфест.
- TAP5 Hopfenweisse — крепкое золотисто-янтарного цвета, с большим содержанием хмеля и алкоголем в 8,2 %. Выраженный цветочный аромат тропических фруктов и ананаса. Сильная горечь с последующей фруктовой сладостью. Варится с 2008 года.
- TAP6 Aventinus — крепкое тёмно-рубинового цвета с содержанием алкоголя 8,2 %. Фруктовый аромат с нотками спелых бананов, изюма и чернослива. Старейшее пшеничное пиво с крепостью бока (нем. Weizenbock) в мире, производится с 1907 года. Назван в честь баварского историка Иоганна Авентина.
- TAP7 Original — тёмно-янтарное с содержанием алкоголя 5,4 %. Вкус и аромат спелых бананов, гвоздики, муската и орехов. Варится по оригинальному рецепту основателя пивоварни 1872 г.
- TAP11 Leichte Weisse — лёгкое медно-золотистое с содержанием алкоголя 3,3 %. Варится с 1986 года.
- Aventinus Eisbock — очень крепкое, тёмно-коричневого, почти чёрного цвета, с содержанием алкоголя 12,0 %. Отличается сильным ароматом и интенсивным вкусом пряной сливы с нотками горького миндаля, марципана, бананов и гвоздики. Варится с 2002 года.

Ограниченная серия:
- Tap X Mein Nelson Sauvin — лимитированная серия крепкого вайценбока с содержанием алкоголя 7,3 %. Выпускается ограниченными партиями по поводу различных праздничных дат в стеклянных бутылках «шампанского» типа объёмом 0,75 литра.
- Schneider Georg Schneiders 1608 Weissbier — ограниченная серия, оранжевого цвета с содержанием алкоголя 5,3 %. Выпущено в 2008 г. по случаю 400-летия первой варки пшеничного пива во времена герцога Максимилиана.

## Технология производства
Пивоварня Schneider Weisse G. Schneider & Sohn GmbH производит только пшеничное пиво верхового брожения. В закладке 60 % пшеничного солода и 40 % ячменного солода. Используются исключительно отварочный метод затирания солода и открытое брожение. Главное брожение занимает от 5 дней для основных сортов до 8-9 дней для крепких. Спуск делается при 17 °C, брожение происходит при 22 °C. Во время сбраживания с поверхности пива вручную снимаются взвеси. В конце ферментации пиво охлаждается до 12 °C, а затем направляется на частичную сепарацию. 80 % продукта проходит через сепаратор, где удаляются дрожжи, и вновь соединяется с 20 % оставшегося нефильтрованного пива в буферном танке. Перед сепарированием в пиво добавляется некоторое количество сусла (10-15 % от объема).
В буферном танке пиво находится всего 2-3 часа. Именно столько времени требуется для розлива всей партии в бутылки. Чистота оборудования и отказ от повторного использования дрожжей позволяет разливать пиво в тару без пастеризации с дображиванием и созреванием в бутылках или кегах, гарантируя при этом длительный срок сохранности. После розлива продукция отправляется на склад, где при температуре 17 °C дображивает 21 сутки до отправки покупателям.
Сухое охмеление, применяемое, например, для сорта TAP 5, происходит прямо в буферном танке розлива. Для этого гранулы хмеля засыпаются в танк сверху и находятся в нем 8-10 дней при температуре 15 °C.